# The Funeral Album
The Funeral Album är ett musikalbum utgivet av Sentenced år 2005. Det är också deras sista platta. Skivan fungerar i stort sett som ett rekviem till splittringen och huvudtemat på skivan är döden i dess olika former.

## Låtlista
1. "May Today Become the Day" - 4:01
2. "Ever-Frost" - 4:18
3. "We Are but Falling Leaves" - 4:29
4. "Her Last 5 Minutes" - 5:41
5. "Where Waters Fall Frozen" - 0:59
6. "Despair-Ridden Hearts" - 3:41
7. "Vengeance Is Mine" - 4:16
8. "A Long Way to Nowhere" - 3:27
9. "Consider Us Dead" - 4:52
10. "Lower the Flags" - 3:34
11. "Drain Me" - 4:34
12. "Karu" - 1:04
13. "End of the Road" - 5:01